# Dore Hoyer
Dore Hoyer (Dresde, 12 de diciembre de 1911-Berlín, 31 de diciembre de 1967) fue una bailarina y coreógrafaalemana. 
Se la considera "una de las bailarinas solistas más importantes de la tradición Ausdruckstanz".Inspirada por Mary Wigman, desarrolló sus propios programas en solitario y realizó numerosas giras antes y después de la Segunda Guerra Mundial. Wigman llamó a Hoyer "la última gran bailarina moderna de Europa".

## Biografía
Dore Hoyer nació en Dresde, en el seno de una familia obrera, el 12 de diciembre de 1911. De joven aprendió rítmica y gimnasia.
En 1931, fue contratada como solista en Plauen, y en 1933 se convirtió en maestra de ballet en Oldenburg.
Estudió con Emile Jaques-Dalcroze en la Hellerau-Laxenburg-Schule de Dresde y con Gret Palucca uniéndose en 1935 al grupo de Mary Wigman.

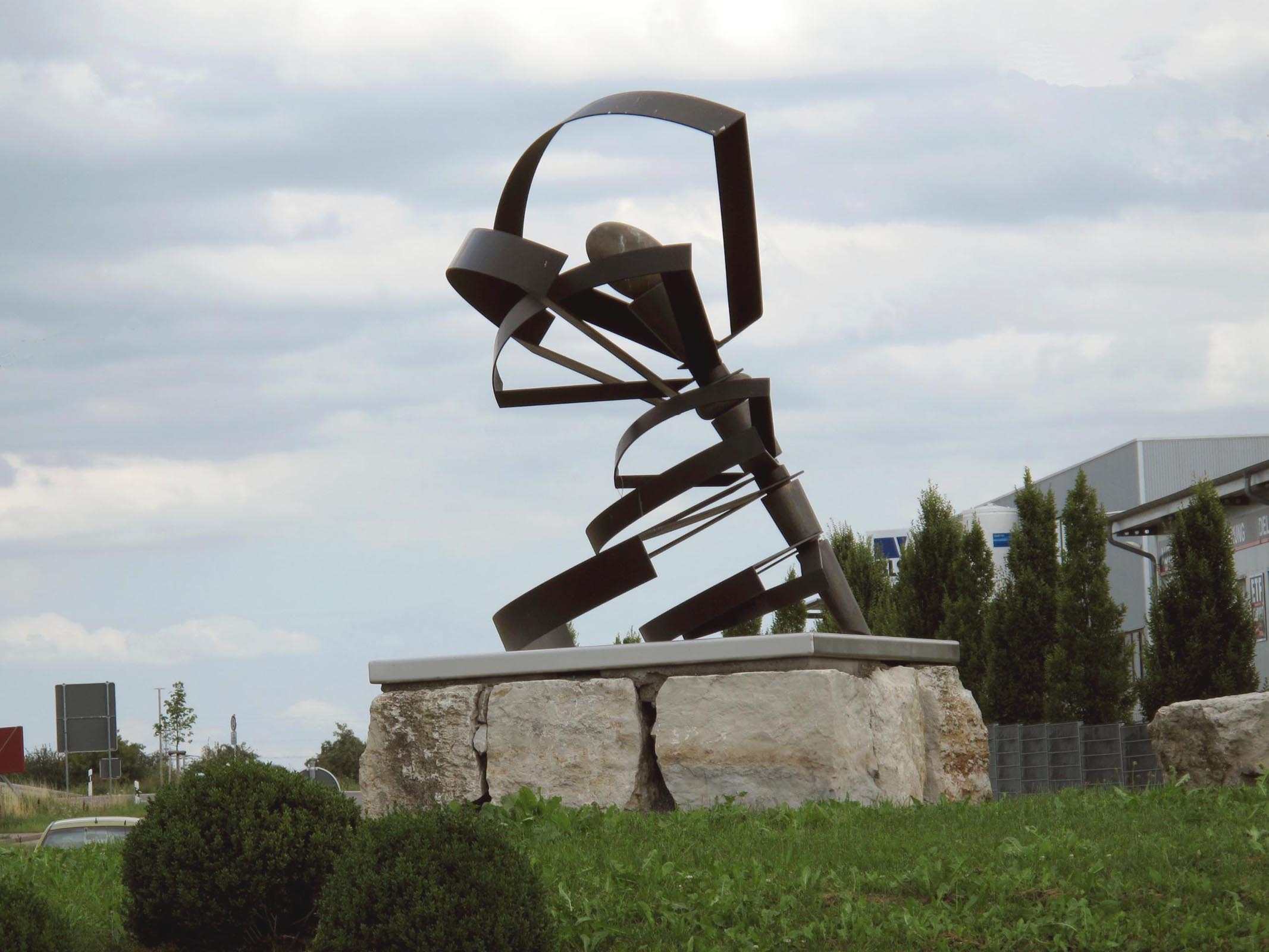
Escultura en tributo a Dore Hoyer, por Gerlinde Beck

En 1940 fue solista del Deutschen Tanzbühne de Berlín, regresó a Dresde al final de la guerra donde concibió el ciclo Tänze für Käthe Kollwitz.
En 1948 trabajó en Hamburgo con el director Günther Rennert en la ópera de esa ciudad donde fue directora del ballet. 
Viajó a Buenos Aires donde tuvo gran éxito.
En 1960, en el Teatro Argentino de La Plata, formó un grupo de cámara y un coro de movimiento integrados como el Grupo Dore Hoyer . Allí creó las obras “Cadena de fugas” y “La Idea”.
Fue invitada en 1957 al „American Dance Festival“ de Connecticut donde entabló contacto con José Limón (Lit:Müller/Peter/Schuldt, S.59.).
Se le otorgó el Premio de la Crítica Alemana en 1951.
Hoyer actuó por última vez el 18 de diciembre de 1967 en el Theater des Westens de Berlín. Ella corrió con todos los gastos de la actuación, que contó con escasa asistencia.Endeudada y ante la posibilidad de que no pudiera seguir bailando debido a una lesión de rodilla,se suicidó en Berlín el 31 de diciembre de 1967. En una de las últimas cartas que escribió antes de morir, se lamentaba: "Sólo en la danza podía comunicarme".Una calle de Dresde lleva su nombre.
Tras su muerte, los papeles y archivos de Hoyer quedaron en manos de Waltraud Luley, albacea de su herencia, que los donó al Deutsches Tanzarchiv Köln.

## Coreografías
Monolog
Raum atmen
Lust empfinden
Leid erfahren
Angst bekämpfen
Ruhe finden
Affectos humanos
Ehre/Eitelkeit
Begierde
Haß
Angst
Liebe
Gesichte unserer Zeit
so fern – so weit
unabwendbar
gezeichnet
motorisch
Boléro
Der große Gesang
Tanz der göttlichen Besessenheit
Tanz der lauteren Einfalt
Tanz der brutalen Gewalt
Tanz der erhabenen Trauer
Tanz der klärenden Besinnung
Tanz der zwei Gesichter
Tanz der menschlichen Besessenheit

## Publicaciones
- Hedwig Müller, Frank-Manuel Peter, Garnet Schuldt: Dore Hoyer. Tänzerin. Hentrich, Berlín 1992. ISBN 3-89468-012-1
- Garnet Schuldt-Hiddemann: Ganz oder gar nicht - Dore Hoyer. Tanzen und tanzen und nichts als tanzen. Tänzerinnen der Moderne von Josephine Baker bis Mary Wigman. Aviva, Berlín 2004. ISBN 3-932338-22-7